# Halländskt landskap
Halländskt landskap är en oljemålning av Richard Bergh från 1895. Den testamenterades 1902 av Pontus Fürstenberg till Göteborgs konstmuseum. 
Bergh, Karl Nordström och Nils Kreuger tillbringade somrarna 1893–1895 i byn Apelviken söder om Varberg i Halland. Tillsammans utgjorde de konstnärsgruppen Varbergsskolan. För sina skymningslandskap med symbolisk innebörd tog gruppen starka intryck av syntetismen som var en fransk konstriktning som kännetecknades av en långt driven förenkling av bilderna med sammanhängande färgfält och oftast mörka konturer. Denna stil var en reaktion mot det realistiska landskapsmåleriet på 1880-talet och inspirerades av Paul Gauguin. Bergh var också påverkad av symbolismen med dess inriktning på ett andligt innehåll.
Målningens stämningsfulla skymningsljus får hedarna ner mot havet att glöda i intensiva gröna, gula, blå och röda färger och ger landskapet en förtrollad, närmast öververklig atmosfär. Två knotiga träd dominerar förgrunden som är lagd i skugga medan trädkronorna belyses av kvällssolens sista strålar. De två träden både förstärker och kompletterar varandra; dualism återkommer ofta i Berghs bilder, till exempel Nordisk sommarkväll och Riddaren och jungfrun. 